# NGC 1122
NGC 1122 (= NGC 1123) è una  galassia a spirale intermedia situata nella costellazione di Perseo, a una distanza di circa 164 milioni di anni luce dalla nostra Via Lattea.

## Scoperta
La galassia è stata scoperta il 17 ottobre 1786 dall'astronomo britannico di origine tedesca William Herschel e inserita nel New General Catalogue con designazione NGC 1123. Quasi un secolo dopo, il 6 settembre 1885, la galassia è stata osservata e descritta dall'astronomo statunitense Lewis Swift, che non si accorse che si trattava dello stesso oggetto celeste già descritto in precedenza, ed è stata in seguito inserita nel New General Catalogue con la designazione NGC 1122.

## Descrizione
NGC 1122 ha una classe di luminosità II e presenta una larga riga a 21 cm dell'idrogeno neutro.